# Brigita Bukovec
Brigita Bukovec (* 21. Mai 1970 in Ljubljana) ist eine ehemalige slowenische Leichtathletin und olympische Medaillengewinnerin.

## Leben
Von 1989 bis 1991 gewann Brigita Bukovec dreimal in Folge den jugoslawischen Meistertitel im 100-Meter-Hürdenlauf. 1992 war sie erste slowenische Meisterin nach der Unabhängigkeit. 1993 und 1997 wurde sie erneut Landesmeisterin.
Bei den Olympischen Spielen 1992 in Barcelona schied Bukovec im Halbfinale aus. Ihr erstes großes Finale im Erwachsenenbereich erreichte sie 1993 bei den Hallenweltmeisterschaften in Toronto, wo sie den siebten Platz belegte. 1994 bei den Europameisterschaften in Helsinki verpasste sie als Vierte in 13,01 s nur um 0,08 Sekunden eine Medaille, siegte aber bei den Goodwill Games. 1995 gewann sie bei den Hallenweltmeisterschaften in Barcelona in 7,93 s Bronze mit nur einer Hundertstelsekunde Rückstand auf die Kubanerin Aliuska López auf Platz eins und die Kasachin Olga Schischigina auf dem zweiten Rang.
Bei den Halleneuropameisterschaften 1996 in Stockholm lag Bukovec als Zweite in 7,90 s erneut eine Hundertstelsekunde hinter der Siegerin zurück, diesmal war es die Französin Patricia Girard. In der Freiluftsaison holte sie sich in 12,59 s auch die Silbermedaille bei den Olympischen Spielen 1996 in Atlanta hinter der Schwedin Ludmila Engquist und vor Patricia Girard. 1997 in Athen gelang Bukovec mit dem vierten Platz in 12,69 s ihre beste Platzierung bei Weltmeisterschaften. Bei den Europameisterschaften 1998 in Budapest gewann Bukovec in 12,65 s die Silbermedaille hinter der Bulgarin Swetla Dimitrowa. Mit dem vierten Platz in 7,92 s bei den Hallenweltmeisterschaften 1999 in Maebashi stand Brigita Bukovec letztmals in einem großen Finale, zehn Jahre nach ihrer Bronzemedaille bei den Junioreneuropameisterschaften 1989.
Ihre Bestzeit von 12,59 s 1996 in Atlanta bedeutet slowenischen Landesrekord. Bei einer Körpergröße von 1,68 m betrug ihr Wettkampfgewicht 62 kg.